# Странка за независност Уједињеног Краљевства
Странка за независност Уједињеног Краљевства (енгл. UK Independence Party, UKIP) је политичка странка основана 1993. године у Уједињеном Краљевству. Странка себе описује као "демократска и либертаријанска", међутим већина је карактерише као евроскептичну и десно популистичку партију.
У мају 2014, УКИП је постала прва странка након више од једног века која је успела да освоји прво место депласирајући лабуристе и конзервативце на европским изборима 2014., добијајући 24 од 73 британских европосланика. Иако УКИП никада није добио место у Доњем дому, има три члана у Дому лордова и има једно место у скупштини Северне Ирске.
Лидер странке је Најџел Фериџ, који је поново изабран на ту функцију 5. новембра 2010, пошто је претходно био вођа од 2006. до 2009. Фериџ је један од оснивача странке, и посланик је у Европском парламенту од 1999. године.

## Историја

### Оснивање и прве године
УКИП је основан 1993. од стране Алана Скеда и других чланова Антифедералистичке лиге, која је створена у новембру 1991. због противљења Махстритског уговора. Примарни циљ странке је било повлачење Велике Британије из Европске уније. Организацији је приступило добар део чланова евроскептичног крила Конзервативне странке.
Странка је доживела жесток пораз на општим изборима 1997. и после избора, Скед је поднео оставку из руководства и напустио странку, због тога што је сматрао да је окренута екстремној десници. Богати бизнисмен Мајкл Холмс је постао нови лидер, а на изборима за Европски парламент у 1999., УКИП је освојио 7% гласова и 3 мандата, која су припала Ниџелу Фериџу, Џефрију Титфорду и лидеру Холмсу.
На оптштим изборима 2001. УКИП је кандидовао 420 места, добивши 1,5% гласова и не успевајући да освоји ниједног посланика Вестминстеру.

### Европски избори 2004. и општи избори 2005.
На европским изборима 2004. УКИП је постао трећи са 12 посланика. На лондонским општинским изборима странка је освојила два одборника.
На општим изборима 2005, УКИП представља 495 кандидата и добија 618.000 гласова (2,3%) и четврто место на националном нивоу, али не успева да освоји ниједног посланика.

### Европски избори 2009.
12. септембра 2006. Ниџел Фериџ је изабран за лидера странке.
Европски избори 2009. су за УКИП били велико изненађење јер странка долази на друго место са 16,5% гласова и 13 освојених европосланика.

### Општи избори 2010. и повратак Фериџа
У септембру 2009. Фериџ подноси оставку на место лидера странке због своје кандидатуре за Вестминстер и вођство преузима Малколм Пирсон. На општим изборима 2010. УКИП се кандидовала за 572 места. Пирсон је међутим подржао на многим местима евроскептичне кандидате лабуриста и конзервативаца и био критикован од странке омладинског огранка УКИП-а.
УКИП је освојила 3,1% гласова али ни овај пут није освојила посланичка места. Фериџ је у својој изборној јединици освојио 17% гласова (најбољи резултат) али је изгубио од спикера Доњег дома Џона Беркова (26%).

### Од 2010. до данас
У августу 2010. Пирсон подноси оставку на лидерско место и Фериџ се враћа на чело странке. Током 2011. УКИП добија добре резултате и Фериџ најављује да је циљ да постану трећа национална партија депласирајући Либералне демократе.
Током 2012. и почетком 2013, УКИП-ова популарност у анкетама је порасла, што је указивало да је престигла Либералне демократа за треће место. На општинским изборима широм Енглеске 2013. године, странка је постигла најбољи резултат икада, с бирачким просеком од 23% у одељењима где је била присутна и укупно је добила 147 одборника.
У локалним изборима 2014, УКИП утростручава број гласова и осваја 163 мандата, настављајући позитивни тренд раста.

#### Европски избори 2014.
На европским изборима 2014. добија 27,49% гласова и стиже на прво место изнад лабуриста и конзервативаца, добијајући 24 европосланика. Странка је освојила мандате у сваком региону Велике Британије, укључујући Шкотску (у којој се сматрало да УКИП нема шансе због свог енглеског локалпатриотизма), што је Фериџ назвао "пробојем".
УКИП је постала прва странка након више од једног века која је успела да освоји прво место депласирајући лабуристе и конзервативце. Фериџ је рекао да ће резултат променити заувек британску политику.